# Calvörde
Calvörde – miejscowość i gmina w niemieckim kraju związkowym Saksonia-Anhalt, w powiecie Börde, w gminie związkowej Flechtingen.
1 stycznia 2010 do gminy Calvörde przyłączono następujące gminy: Berenbrock, Dorst, Grauingen, Klüden, Mannhausen, Velsdorf, Wegenstedt i Zobbenitz.